# Birth of the Beatles
Birth Of The Beatles es una película producida en 1979 bajo la dirección de Richard Marquand y centrada en los primeros años de la historia de la banda de pop-rock The Beatles. Originalmente se estrenó en la cadena televisiva estadounidense ABC.

## Elenco principal
- Stephen MacKenna: John Lennon
- Rod Culbertson: Paul McCartney
- John Altman: George Harrison
- Ray Ashcroft: Ringo Starr
- Ryan Michael: Pete Best
- David Wilkinson: Stuart Sutcliffe
- Brian Jameson: Brian Epstein
- Nigel Havers: George Martin

Con una duración de 104 minutos, la película fue producida en 1979 por Dick Clark. La música fue interpretada por el grupo de California Rain. Las partes de guitarra y voz de Lennon fueron interpretadas por Eddie Lineberry, las de McCartney por Chuck Coffey, las de Harrison por Bill Connearney y la batería de Ringo por Steve Wight.
La película contiene imprecisiones históricas, sin mayores pretensiones que las de entretener a un público poco exigente. Recibió modestos índices de audiencia cuando se estrenó en Estados Unidos, en la cadena de televisión ABC, y volvió a proyectarse en diciembre de 1980 como tributo a John Lennon semanas después de su asesinato, y más tarde en la CBS durante la década de los 80.
Una más precisa (pero menos detallada) dramatización de los primeros años de los Beatles, más centrada en Stuart Sutcliffe y los días de la banda en Hamburgo, Alemania, es la película de 1994 Backbeat.

## Tráiler
- Video del film Birth Of The Beatles.

- Datos: Q2303722